# Estação Callao (Linha D do Metro de Buenos Aires)
A Estação Callao é uma das estações do Metro de Buenos Aires, situada em Buenos Aires, entre a Estação Tribunales e a Estação Facultad de Medicina. Faz parte da Linha D.
Foi inaugurada em 29 de março de 1938. Localiza-se no cruzamento da Avenida Córdoba com a Avenida Callao. Atende os bairros de Balvanera, Recoleta e San Nicolás.